# Konrad Hallgren
Pour les articles homonymes, voir Hallgren.
 (novembre 2024).
La mise en forme du texte ne suit pas les recommandations de Wikipédia : il faut le « wikifier ».
Les points d'amélioration suivants sont les cas les plus fréquents. Le détail des points à revoir est peut-être précisé sur la page de discussion.
- Les titres sont pré-formatés par le logiciel. Ils ne sont ni en capitales, ni en gras.
- Le texte ne doit pas être écrit en capitales (les noms de famille non plus), ni en gras, ni en italique, ni en « petit »…
- Le gras n'est utilisé que pour surligner le titre de l'article dans l'introduction, une seule fois.
- L'italique est rarement utilisé : mots en langue étrangère, titres d'œuvres, noms de bateaux, etc.
- Les citations ne sont pas en italique mais en corps de texte normal. Elles sont entourées par des guillemets français : « et ».
- Les listes à puces sont à éviter, des paragraphes rédigés étant largement préférés. Les tableaux sont à réserver à la présentation de données structurées (résultats, etc.).
- Les appels de note de bas de page (petits chiffres en exposant, introduits par l'outil «  Source ») sont à placer entre la fin de phrase et le point final[comme ça].
- Les liens internes (vers d'autres articles de Wikipédia) sont à choisir avec parcimonie. Créez des liens vers des articles approfondissant le sujet. Les termes génériques sans rapport avec le sujet sont à éviter, ainsi que les répétitions de liens vers un même terme.
- Les liens externes sont à placer uniquement dans une section « Liens externes », à la fin de l'article. Ces liens sont à choisir avec parcimonie suivant les règles définies. Si un lien sert de source à l'article, son insertion dans le texte est à faire par les notes de bas de page.
- La présentation des références doit suivre les conventions bibliographiques. Il est recommandé d'utiliser les modèles {{Ouvrage}}, {{Chapitre}}, {{Article}}, {{Lien web}} et/ou {{Bibliographie}}. Le mode d'édition visuel peut mettre en forme automatiquement les références.
- Insérer une infobox (cadre d'informations à droite) n'est pas obligatoire pour parachever la mise en page.

Pour une aide détaillée, merci de consulter Aide:Wikification.
Si vous pensez que ces points ont été résolus, vous pouvez retirer ce bandeau et améliorer la mise en forme d'un autre article.
Konrad Otto Kristian Hallgren, né le 9 avril 1891 à Landskrona dans le comté de Malmöhus et mort le 8 août 1962 à Stockholm, était chef de parti de l'Organisation de lutte fasciste de Suède.

## Carrière militaire et engagement nazi
En 1910, Hallgren s'engage dans l'armée à Stockholm, puis retourne à Göteborg en 1915. Puis durant la Première guerre mondiale, il s'engage et sert en tant que sous-officier de l'armée allemande. Sans que ce soit vérifié, il affirme également avoir combattu avec les contre-révolutionnaires au sein de l'armée blanche russe durant la guerre civile.
Il revient ensuite à Stockholm en 1925. Il déménagea pour la paroisse de Danderyd la même année. Il faisait partie de ceux qui, avec Sven Olov Lindholm entre autres, se rendirent aux journées du parti nazi allemand à Nuremberg. Là, ils trouvent une nouvelle orientation à donner à leur organisation politique, scissionnant du SFKO pour fonder le Parti populaire fasciste de Suède, qu'ils renommèrent ensuite Parti populaire national-socialiste suédois.

## Après le SFKO
En 1931, à la suite de la dissolution de son parti, Hallgren divulgua à la police l'existence du Corps Munckska, une organisation paramilitaire anticommuniste et fasciste mais surtout souterraine. Surtout, il leur dévoile les caches d'armes que l'organisation, en lien avec le SFKO, d'autres organisations d'extrême-droite et des officiers de l'armée constituaient illégalement,. Après la Seconde guerre mondiale, il met fin à ses activités de collaborateur nazi et devient finalement archiviste et décéda en 1962. Il est enterré au cimetière de Sollentuna.